# Психологічне витіснення
Витіснення — одне з ключових понять в психоаналітичній теорії, процес відсторонення від свідомості і утримання поза його психічних змістів, один з механізмів захисту людини від конфліктів, що розігруються в глибинах його психіки. Термін ввів Зиґмунд Фройд і за межами психоаналізу він не має спеціального психологічного значення.

## Огляд
З позицій психоаналізу, витиснене зі свідомості забувається людиною, однак зберігає в несвідомому властиву йому психічну енергію потягу (катексис). Прагнучи повернутися у свідоме, витиснений матеріал може асоціюватися з іншим витисненим матеріалом, формуючи психічні комплекси. З боку Я (Еґо) потрібні постійні затрати енергії на підтримання процесу витіснення. Порушення динамічної рівноваги за послаблення захисних механізмів — антикатексисів — може призвести до повернення в свідомість раніше витисненої інформації. Такі випадки спостерігалися під час захворювань, інтоксикацій (наприклад, алкогольних), а також під час сну. Безпосереднє витіснення, пов'язане з психічним шоком, може призвести до тяжких травматичних неврозів; неповне або невдале витіснення — до формування невротичних симптомів.
Серед психоаналітиків немає єдиної думки про місце витіснення серед інших захисних механізмів. Вважається, що витіснення є найважливішим механізмом захисту, завдяки якому неприйнятні для Я бажання стають несвідомими. Так, Анна Фройд в праці «Психологія Я та захисні механізми» пише про те, що теоретично витіснення може бути підведене під загальне поняття захисту і до інших конкретних способів. Однак, з погляду ефективності, порівняно з усіма іншими, воно займає унікальну позицію, тому що здатне здолати потужні інстинктивні імпульси, перед якими інші захисні механізми виявляються неефективними. Витіснення діє лише один раз, хоча антикатексис, який здійснюється для забезпечення витіснення, є постійним формуванням і потребує постійних енергетичних затрат.
Особливе місце витіснення серед захисних механізмів пояснюється також тим, що це не тільки найефективніший, а й найнебезпечніший механізм. Відокремлення від Я, яке настає внаслідок ізоляції свідомості від усього перебігу інстинктивного та афективного життя, може повністю зруйнувати цілісність особистості. Існує також інший погляд, згідно з яким витіснення починає діяти лише після того, як не спрацьовують інші механізми (проєкція, ізоляція та ін.). Причиною витіснення більшість сучасних психоаналітиків схильні вважати страх, яким Еґо реагує на ситуацію небезпеки. Згідно з З. Фройдом, витіснення реалізується у дві фази:
- запобігає первісному виникненню імпульсу шляхом видалення зі свідомості в несвідоме неприємних спогадів, переживань, неприйнятних бажань;
- забезпечує утримання в несвідомому різноманітних витиснених потягів, бажань, прагнень.

Усе витиснене не зникає і значною мірою впливає на стан психіки і поведінку людини. Час від часу відбувається спонтанне «повернення витисненого» на свідомий рівень, яке здійснюється у формі окремих симптомів, сновидінь, помилкових дій та ін.
З механізмами витіснення Фрейд пов'язував деякі симптоми істерії, імпотенцію, фригідність, психосоматичні захворювання (виразка шлунку, бронхіальна астма). Людина легко може забувати деякі речі, особливо те, що знижує відчуття власної цінності як особистості. Частіше цей механізм проявляється в людей з незрілим Я, істеричними рисами характеру, у дітей. Згідно з клінічними дослідженнями, витіснення спостерігається в пацієнтів з домінуванням пасивної поведінки. Вони потребують переживати відчуття захищеності, а за його фрустрації виникає тривога.
Найчастіше людиною зі свідомості витісняється психотравмуюча інформація, яка пов'язана з життям близьких людей, факти особистої біографії, коли особистість виявила найгірші свої якості, ворожість, жагу влади, уседозволеність, сексуальні потяги.
Основний спосіб боротьби з витісненням — це усвідомлення і осмислення витисненої інформації.
Розвиток витіснення може залучити інший захисний механізм — проєкцію. Окрім того, ряд авторів не розрізнює механізми витіснення та придушення; інші, навпаки, аналізують їх окремо.